# Braham
Braham – miasto w Stanach Zjednoczonych, w stanie Minnesota, w hrabstwie Isanti.